# 존 리스데이비스
존 리스데이비스(John Rhys-Davies, 1944년 5월 5일 ~ )는 웨일스의 배우이다.

## 출연 작품

### 영화
- 《반지의 제왕》
- 《반지의 제왕2》
- 《반지의 제왕3》
- 《코로나도》
- 《프린세스 다이어리2》
- 《인디아나 존스》
- 《화이트 히어로》
- 《인디아나 존스3》
- 《아쿠아맨》- 브라인 왕 역
- 《몬스터솔져》- 잭 역
- 《천로역정: 천국을 찾아서》- 전도사 역 (목소리)
- 《엘스턴 베이》(단편 영화)
- 《신들의 분노》
- 《테인티드》
- 《인디아나 존스: 운명의 다이얼》 - 살라 역

### 드라마
- 《샨나라 연대기》 시즌 1 - 이븐타인 왕 역